# Forray Gábor (díszlettervező)
Forray Gábor (Székesfehérvár, 1925. január 24. – Budapest, 2000. július 22.) magyar díszlettervező.

## Életpályája
1946–1950 között az Iparművészeti Főiskola hallgatója volt. 1950–1956 között a Magyar Állami Operaházban díszlettervezői ösztöndíjas volt; Oláh Gusztáv asszisztenseként dolgozott. 1956–1967 között a Magyar Állami Operaház díszlettervezője, 1967–1974 között vezető díszlettervezője, 1974–1989 között szcenikai vezetője, majd műszaki igazgatója volt. 1989-ben nyugdíjba vonult. 1995 óta a Magyar Állami Operaház örökös tagja.
Mind hazai (Margitsziget, Szegedi Szabadtéri Játékok) mind külföldi operaházak (Szovjetunió, NSZK, Ausztria, Ausztrália) vendégtervezője volt. Festőművészként, iparművészként is alkotott.
Sírja a Farkasréti temetőben található (35/1-1-46).

„Nagy manuális készsége kiváló színérzékkel, képzelőerővel egyesül. Szívós munkabírással és céltudatossággal építi életművét. [...] Minden megtanulhatót megtanult, szakmai műveltségét utazásokkal, friss értesülésekkel, benyomásokkal szélesítette.”

– Keresztury Dezső, 1975

## Színházi munkái
- Auber: Fra Diavolo
- Rossini: Ory grófja
- Kodály Zoltán: Háry János
- Strauss: A denevér
- Britten: Albert Herring
- Berg: Wozzeck
- Verdi: Aida
- Debussy: Pelléas és Melisande
- Mihály: Együtt és egyedül
- Bozzay: Csongor és Tünde
- Monteverdi: Poppea megkoronázása
- Ránki György: Pomádé király új ruhája
- Wagner: A Rajna kincse
- Durkó Zsolt: Mózes
- Wagner: Parsifal
- Prokofjev: Rómeó és Júlia
- Mozart: Figaro házassága
- Hidas–Seregi: A cédrus

## Díjai
- Erkel Ferenc-díj (1964, 1970)
- érdemes művész (1974)
- Oláh Gusztáv-emlékplakett (1977)[5]